# Chrysomeloidea
Chrysomeloidea su ogromna superfamilija buba, sa desetinama hiljada vrsta, uglavnom u porodicama Cerambycidae i Chrysomelidae, lisne bube.

## Spoljašnje veze
- „Chrysomeloidea”. Atlas of Living Australia. Архивирано из оригинала 06. 10. 2021. г. Приступљено 26. 10. 2021.